# Spodnje Gameljne
Spodnje Gameljne so naselje v Mestni občini Ljubljana.